# Municipio de Polk (Ohio)
El municipio de Polk (en inglés: Polk Township) es un municipio ubicado en el condado de Crawford en el estado estadounidense de Ohio. En el año 2010 tenía una población de 2132 habitantes y una densidad poblacional de 58,41 personas por km².

## Geografía
El municipio de Polk se encuentra ubicado en las coordenadas 40°44′38″N 82°49′45″O / 40.74389, -82.82917. Según la Oficina del Censo de los Estados Unidos, el municipio tiene una superficie total de 36.5 km², de la cual 36.35 km² corresponden a tierra firme y (0.42%) 0.15 km² es agua.

## Demografía
Según el censo de 2010, había 2132 personas residiendo en el municipio de Polk. La densidad de población era de 58,41 hab./km². De los 2132 habitantes, el municipio de Polk estaba compuesto por el 98.36% blancos, el 0.28% eran afroamericanos, el 0.05% eran amerindios, el 0.28% eran asiáticos, el 0.05% eran isleños del Pacífico, el 0.23% eran de otras razas y el 0.75% pertenecían a dos o más razas. Del total de la población el 1.08% eran hispanos o latinos de cualquier raza.